# Tibetisches Papiergeld

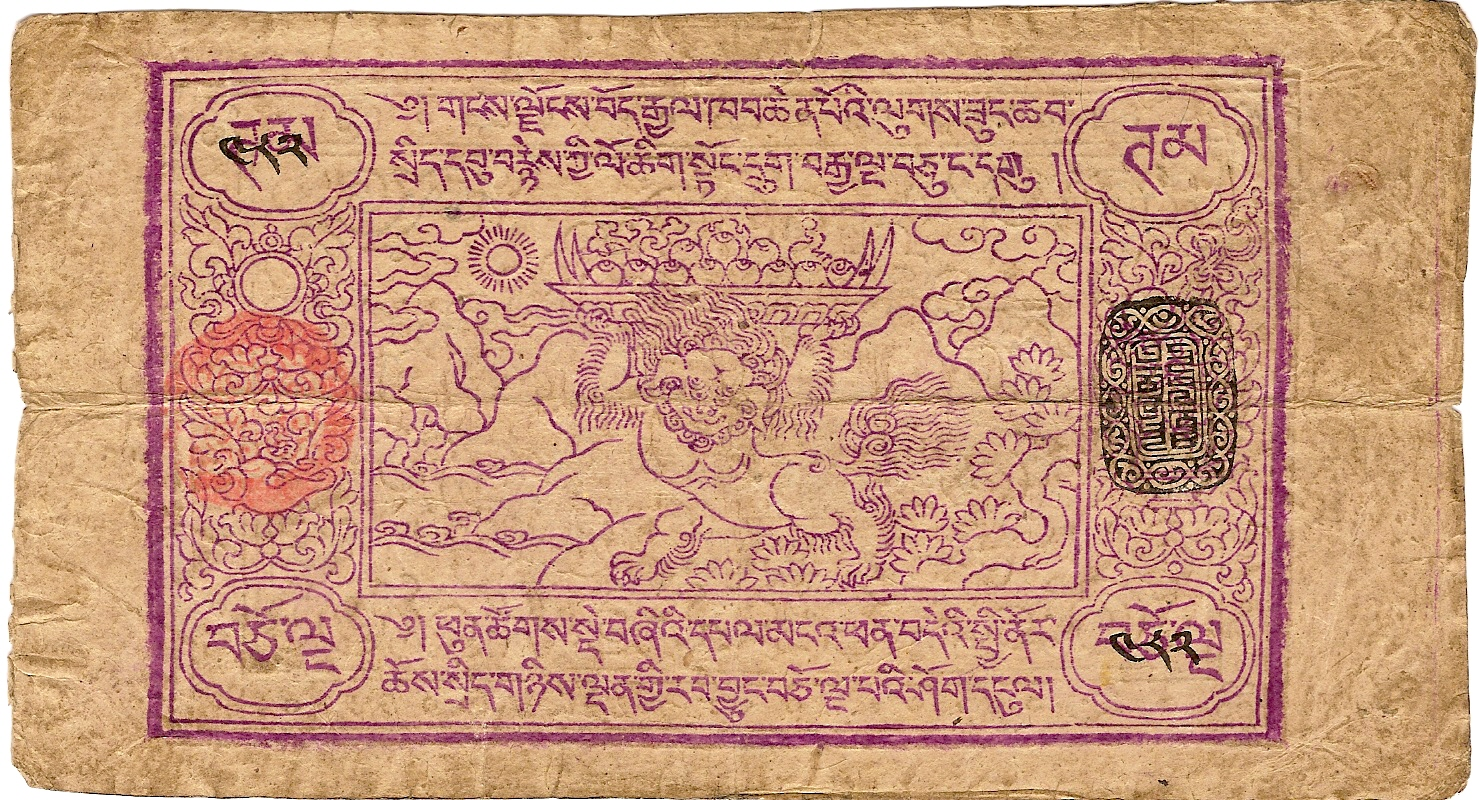
15 Tam Banknote mit dem Datum Tibetische Ära 1659 (=AD 1913)

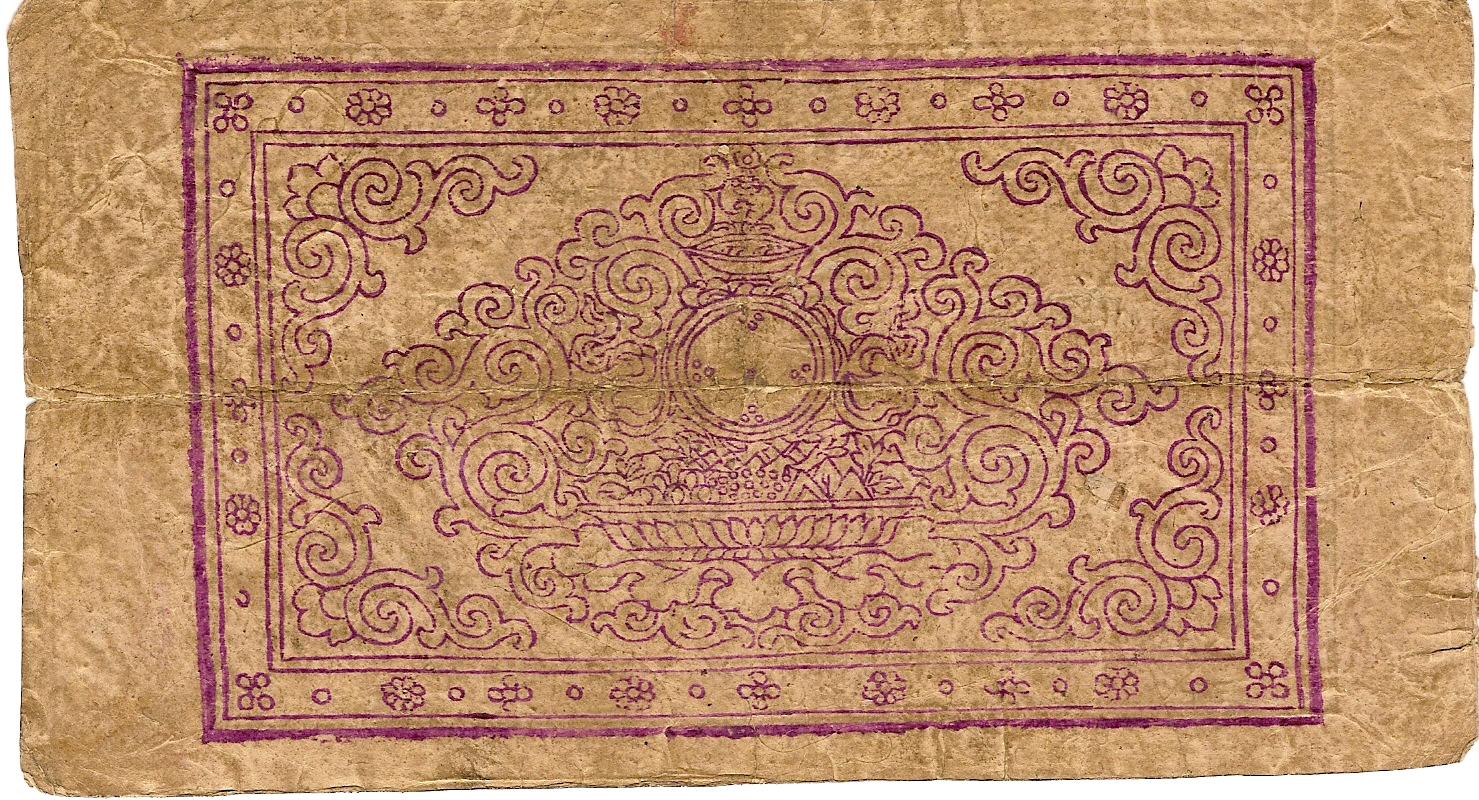
15 Tam Banknote mit dem Datum Tibetische Ära 1659 (= AD 1913). Revers. Auf der Rückseite dieser Note sieht man eine mit Lotosblättern verzierte große Schale, welche Senfkörner (in der Mitte), Holzäpfel (links) und zu Pyramiden aufgetürmtes Purpurpulver enthält. Darüber ein großer runder Spiegel, der das Karma des Beschauers zeigt, über dem Spiegel eine mit Jogurt gefüllte Schale (erinnert an das Hirtenmädchen Sujata, das dem unter dem Boddhi-Baum meditierenden Buddha eine mit Jogurt gefüllte Schale brachte). Über der Schale ist eine Meeresschnecke abgebildet, die die Verbreitung der buddhistischen Lehre symbolisiert.

Das tibetische Papiergeld wurde in Tibet auf Anregung des 13. Dalai Lama, Thubten Gyatso im Jahre 1912 vorbereitet, der die Verwendung von Papier als Zahlungsmittel in seinem indischen Exil in den Jahren zwischen 1910 und 1912 kennengelernt hatte. Die erste Ausgabe der Banknoten fand wohl im Januar 1913, nach seiner Rückkehr nach Lhasa statt. Der letzte Druck tibetanischer Banknoten fand 1959 statt, anschließend wurde die Produktion tibetanischen Geldes auf Druck Chinas eingestellt, nachdem bereits Jahre zuvor die Prägung tibetischer Münzen im Rahmen der chinesischen Okkupation eingestellt worden war. Wegen seiner hochwertigen künstlerischen Gestaltung gilt das tibetische Papiergeld inzwischen als begehrtes Sammelobjekt für Numismatiker.

## Geschichte

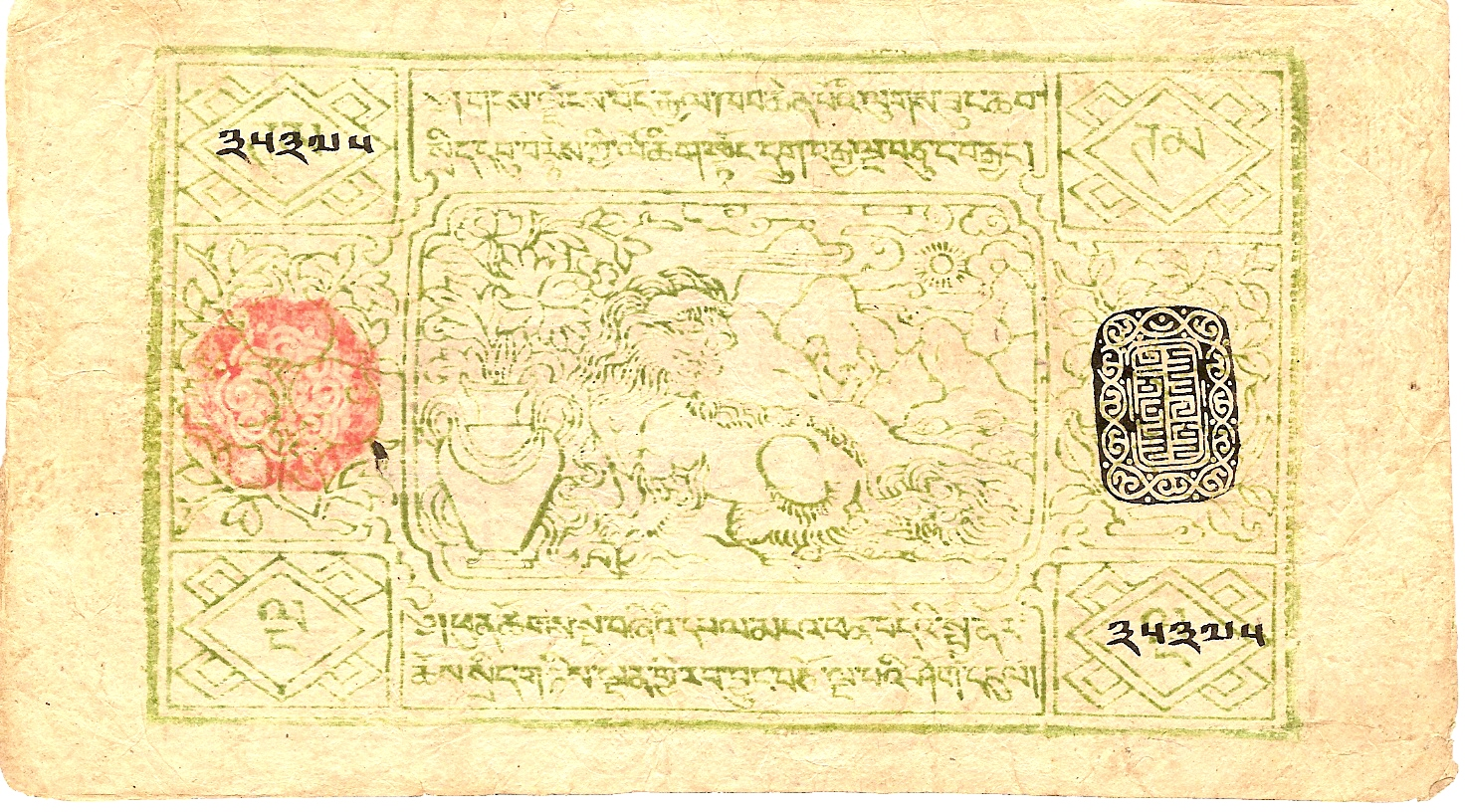
5 Tam Banknote mit dem Datum Tibetische Ära 1658 (= AD 1912). Avers

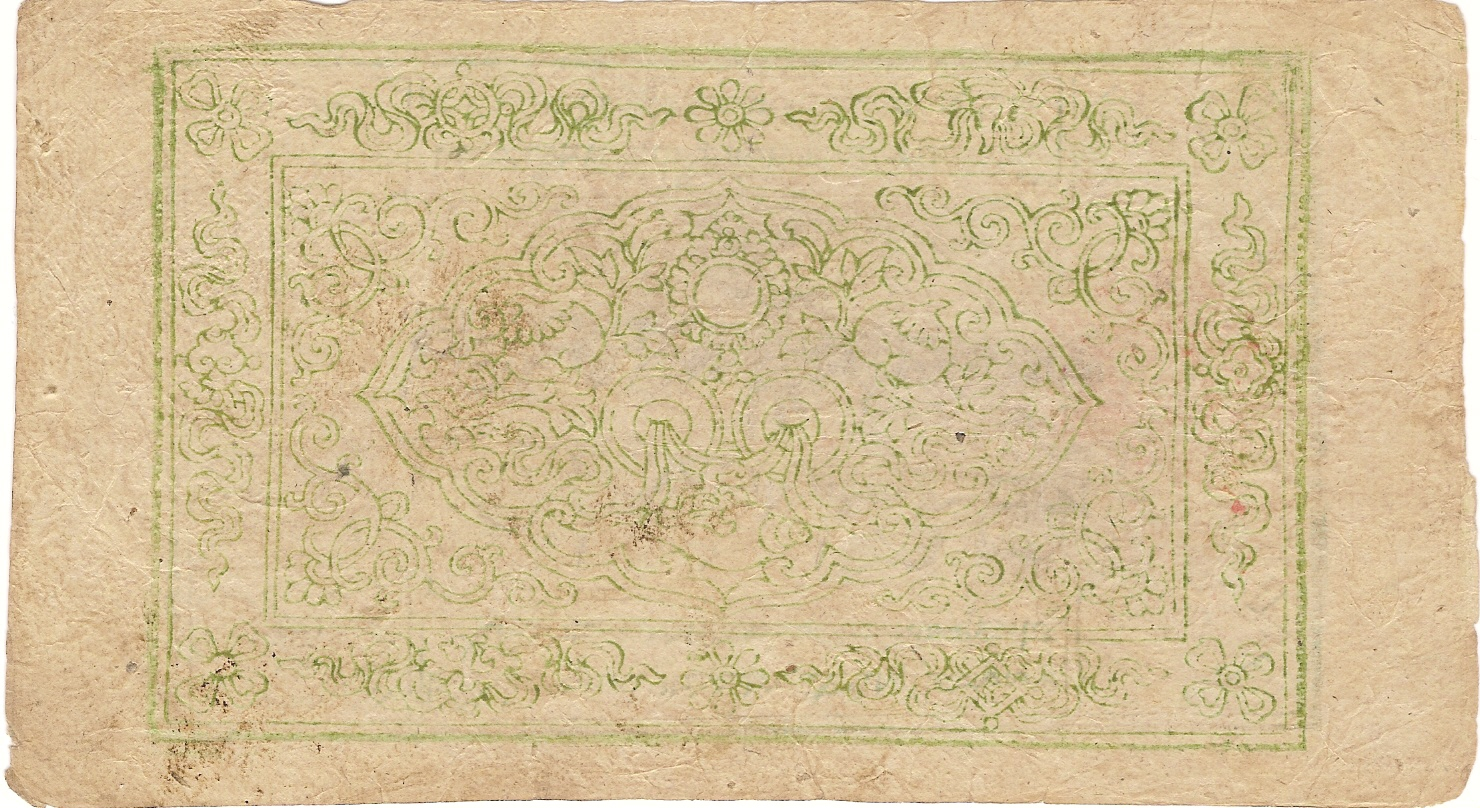
5 Tam Banknote mit dem Datum Tibetische Ära 1658 (= AD 1912). Revers

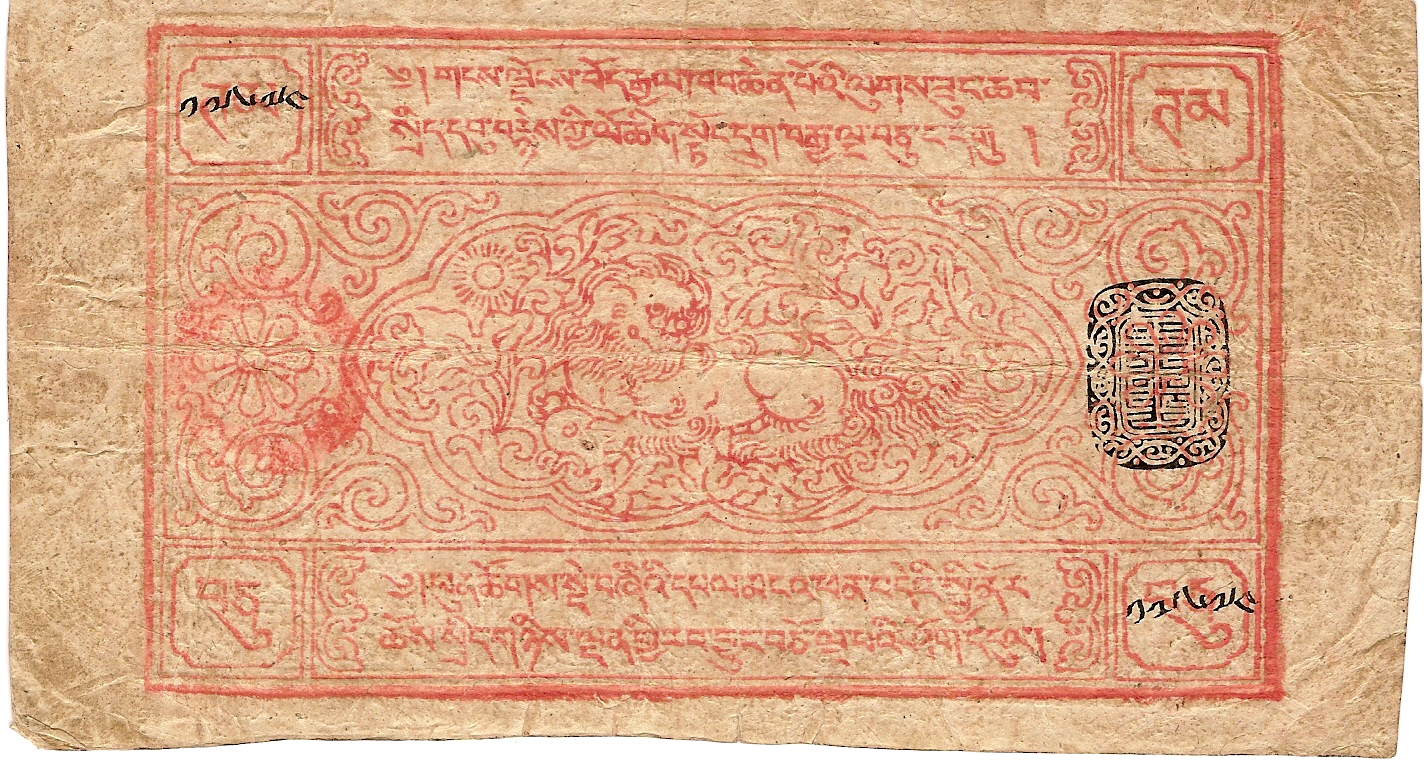
10 Tam Banknote mit dem Datum Tibetische Ära 1659 (= AD 1913). Avers

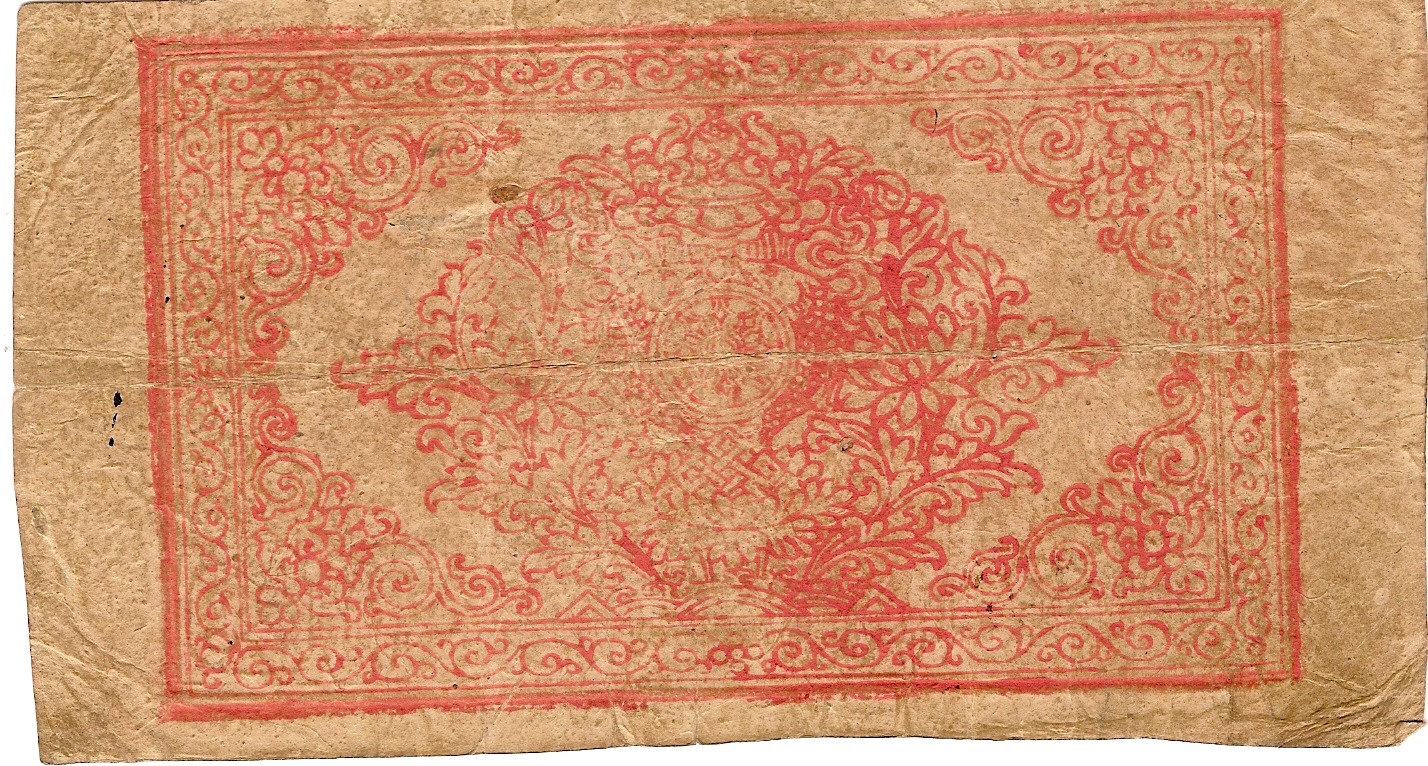
10 Tam Banknote mit dem Datum Tibetische Ära 1659 (= AD 1913). Revers

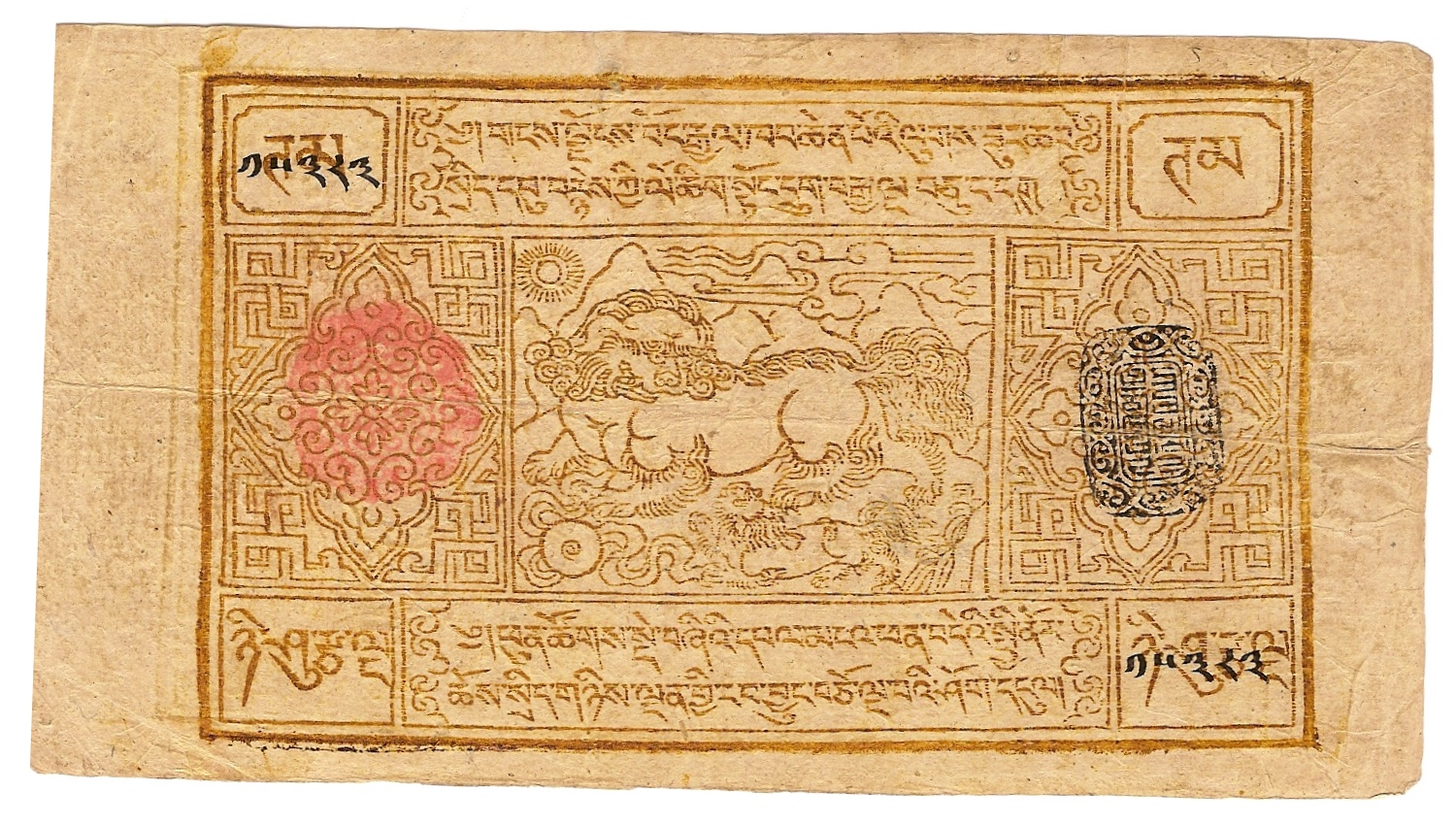
25 Tam Banknote mit dem Datum Tibetische Ära 1659 (= AD 1913). Avers

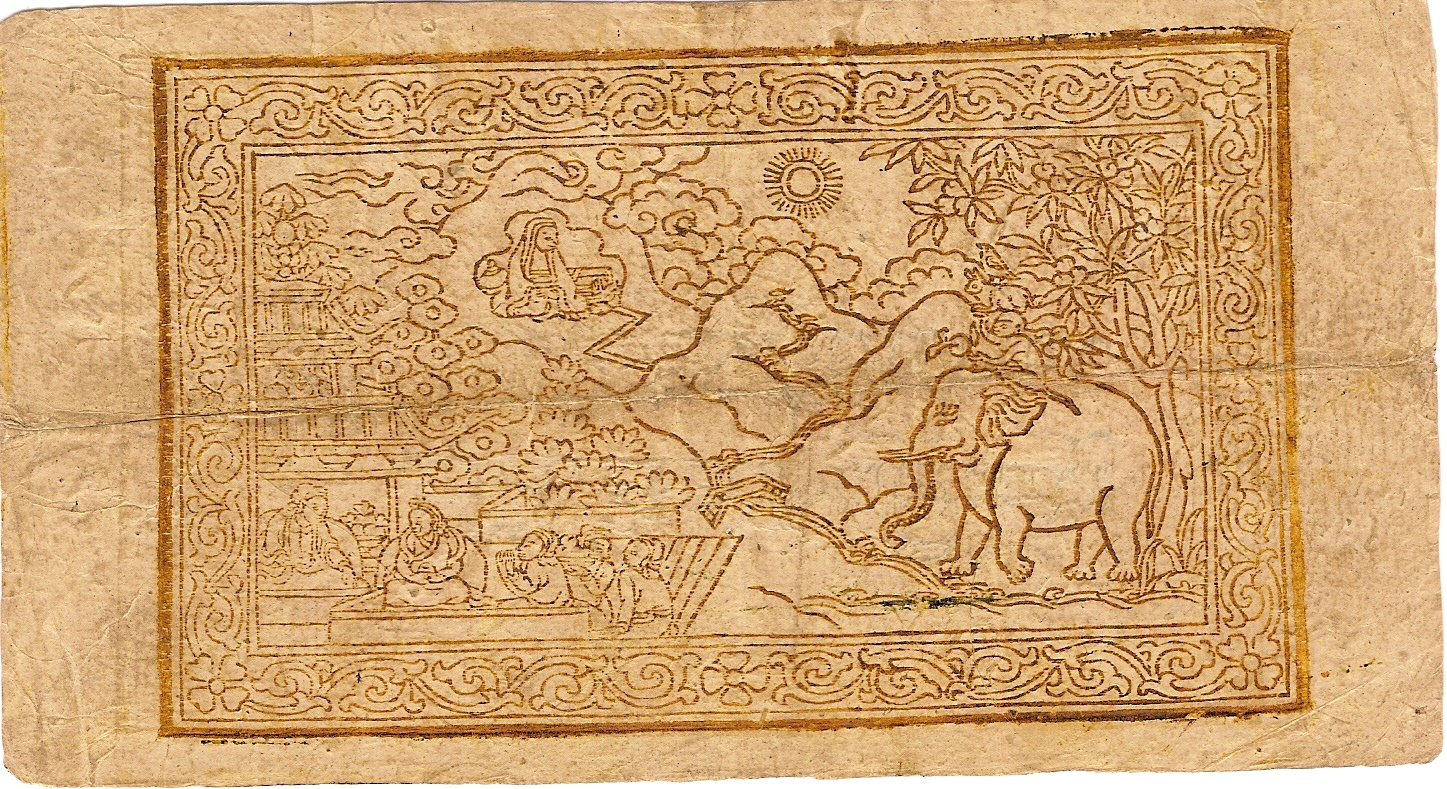
25 Tam Banknote mit dem Datum Tibetische Ära 1659 (= AD 1913). Revers

Von Hand oder mit einfachsten Maschinen wurden unter Verwendung von Holzdruckstöcken zunächst Banknoten zu 5 und 10 Tam, die tibetische Währungseinheit, die in westlicher Literatur häufig als Tamga oder „Tangka“ bezeichnet wird, gedruckt. Diese trugen das Datum 1658 der tibetischen Zeitrechnung des Bot Gyalo (tibet. bod rgyal lo). Diese Jahresangabe entspricht  in etwa dem Jahr 1912 nach Christus (es umfasste genau genommen den Zeitraum vom  19. Februar 1912 bis einschließlich 6. Februar 1913). Wenig später kamen die Werte 15, 25 und 50 Tam mit dem Datum 1659 hinzu, sowie weitere 10-Tam-Noten mit dem neuen Datum. Je nach Bedarf wurden die Banknoten auch in den folgenden Jahren gedruckt, allerdings immer mit der Jahresangabe 1659. Hiervon ausgenommen die 5-Tam-Noten, welche alle das Datum 1658 tragen.
Im Jahr 1926 wurden die anfangs blau gefärbten 50-Tam-Noten durch mehrfarbige Noten von gleichem Nennwert ersetzt, während die übrigen Werte der ersten Banknotenserie im Jahr 1934 aus dem Verkehr gezogen und erst ab 1939/40 durch neue Geldscheine ersetzt wurde. Die frühen Banknoten und die 1926 erstmals herausgegebenen mehrfarbigen 50-Tam-Noten, wurden wahrscheinlich in der in Shol, unterhalb des Potala-Palasts gelegenen Regierungsdruckerei in Handarbeit hergestellt. Vermutlich ab 1926 wurden Banknoten der Serie der Währungseinheit Tam auch in der Münzstätte Dode (Tibetisch dog bde oder dog de), etwa 15 Kilometer nordöstlich von Lhasa gelegen, gedruckt.
Nach der Erweiterung und Modernisierung der Münzstätte Grva bzhi glog ’krul las khung, der „Trabshi Elektrische Maschinen Werkstatt“, begann man 1931 mit aus Britisch-Indien importierten Maschinen die mehrfarbigen Banknoten mit dem Nennwert 50 Tam in größeren Mengen zu drucken. Diese wurden mit Metalldruckstöcken hergestellt, wobei für jede Farbe ein gesonderter Druckstock verwendet wurde. Nur der aus vier Zeilen bestehende tibetische Text auf den Vorderseiten der Noten wurde noch mit Holzdruckstöcken gedruckt. Die mehrfarbigen 50-Tam-Noten sind sowohl nach dem traditionellen tibetischen Kalender als auch nach einer tibetischen zyklischen Zeitrechnung datiert. Diese Datierung fand zuvor auch bei den tibetischen Münzen, zuerst bei den sogenannten Kong Par Tangkas Anwendung. Genauer sind allerdings die Jahresangaben in der tibetischen Zeitrechnung, denn es wurde nur der Zyklus (15. oder 16. Zyklus) bezeichnet, ohne das Jahr innerhalb des Zyklus zu erwähnen. Es gibt mehrfarbige 50-Tam-Noten mit 16 verschiedenen Jahresangaben, die von 1672 (1926) bis 1687 (1941) reichen.
Die Einführung neuer, undatierter Noten mit dem hohen Nennwert von 100 Tam Srang fällt in die Jahre 1939 und 1940. Der tibetische Srang ist eine Einheit, die ursprünglich dem Gewicht von circa 37 Gramm Silber entsprach. 6⅔ Tam entsprachen dabei 1 Srang. Es wurden nur 50.000 Stück dieser Noten verausgabt, danach wurden nur wenig geänderte Noten mit dem Nennwert 100 Srang (statt 100 Tam Srang) hergestellt. Ab 1941 führte man Noten zu 10 Srang ein. Diese gibt es mit verschiedenen Jahresangaben in der tibetanischen Zeitrechnung und reichen von 1687 (1941) bis 1694 (1948). Zwischen 1942 und 1945 entstanden auch kleine, undatierte Noten mit dem Nennwert von 5 Srang. Die letzte Note, die in Tibet eingeführt wurde, hatte den Nennwert 25 Srang. Sie ist undatiert und wurde zwischen 1950 und 1955 herausgegeben. Die undatierten 100-Srang-Noten wurden noch bis zum Jahr 1959 gedruckt, nachdem die Produktion tibetischer Münzen auf chinesischen Druck hin schon längst eingestellt war.

## Nummerierung der Banknoten
Sämtliche tibetischen Banknoten wurden von Hand nummeriert, auch die späteren, mit Maschinen gedruckten Noten. Hierfür wurden junge Leute speziell in Kalligraphie ausgebildet. Da die jungen Männer meist aus der Provinz „E“ stammten, nannte man die Kalligraphen „e-ba“ oder „i-drug-pa“. Die jungen Kopisten erhielten ihre Ausbildung in einem innerhalb des Potala gelegenen Amt namens „e-khang“ und lernten das kalligraphisch korrekte Schreiben von Regierungsdokumenten. Für Personen, die diese Spezialausbildung nicht bekamen, ist es nahezu unmöglich, die geschriebenen Ziffern auf den Noten genau nachzuahmen. Daher lassen sich gefälschte Noten oft auf den ersten Blick an der laienhaften Schreibweise der Seriennummern erkennen.
Die mehrfarbigen 50 Tam- sowie die späteren 5 und 10 Srang-Noten weisen am rechten Rand eine zweifache Lochung auf. Mithilfe dieser Vorrichtung konnten die Noten zu je 10 oder 20 Stück gebündelt werden.

## Siegel auf den Banknoten
Normalerweise sind die Banknoten mit einem roten und einem schwarzen Siegelaufdruck versehen. Die roten Siegel sollen die Autorität des Dalai Lama darstellen und besitzen keine oder aber eine nicht lesbare Inschrift. Es wurden vier verschiedene Typen von roten Siegeln verwendet. Es haben sich einige wenige frühe Banknoten erhalten, vor allem Noten von 5 tam, auf welchen ein Siegelabdruck fehlt oder beide Abdrucke fehlen. Es ist nicht sicher, ob solche Noten versehentlich in Umlauf gebracht wurden oder ob es sich um Probedrucke oder nicht fertiggestellte Noten handelt, die ohne Autorisation in den Umlauf kamen.
Die schwarzen Siegel, die bei den frühen Ausgaben in Tam sowie bei den mehrfarbigen 50-Tam-Noten Verwendung fanden, besitzen eine tibetische Inschrift, welche lesbar in der von Phagspa Lodro Gyaltshen (1235–1280) entwickelten Quadratschrift (Phagspa-Schrift) gestaltet ist. Drei verschiedene schwarze Siegelaufdrucke fanden Verwendung:
- Die Inschrift ist in zwei Kolumnen gesetzt: gzhung beziehungsweise dgnul khang. Die wörtliche Übersetzung dieser Inschrift lautet „Regierungs-Silber-Haus“. Allerdings hat dngul-khang die Bedeutung von „Bank“, so dass das Wort gzhung dngul khang mit „Staatsbank“ zu übersetzen ist.
- Ein kleineres schwarzes Siegel mit der gleichen Inschrift in zwei Spalten in Quadratschrift wurde für die 5- und 10-Srang-Noten benutzt.
- Für die späten Ausgaben der 25- und 100-Srang-Noten fand ein schwarzer Siegelaufdruck mit Quadratschrift in zwei Spalten Verwendung, die wie folgt zu transkribieren ist: srid zhi/dpal 'bar. Für diese Inschrift werden mehrere interpretierende Übersetzungen vorgeschlagen:
  - „Jede Daseinsform vermehrt das Gute“
  - „Zwei ruhmreiche Regierungen“
  - „Der Ruhm beider Regierungshäuser“ – gemeint ist hierbei die weltliche und die religiöse Autorität, die im Dalai Lama vereint ist beziehungsweise die tibetische Regierungsform, die sowohl weltlich als auch geistlich ist
  - „Eine friedvolle Regierung bringt Wohlstand hervor“

In einem Regierungsdokument, welches die Ausgabe von 100-Srang-Noten ankündigt, wird erwähnt, dass dieses Siegel der Regierungsmünzstätte Trabshi Lekhung zuzuordnen ist. Es wurde auf den 100- und 25-Srang-Noten verwendet und kommt in mehreren Varianten vor, welche sich in der Gestaltung der vier ornamentalen Pilze links und rechts der Ecken des inneren rechteckigen Siegelteiles sowie in der Gestaltung der vier stilisierten Vajras (rdo rje – „Donnerkeil“) außerhalb des zentralen Rechtecks unterscheiden.

## Inschriften

### Erste Serie

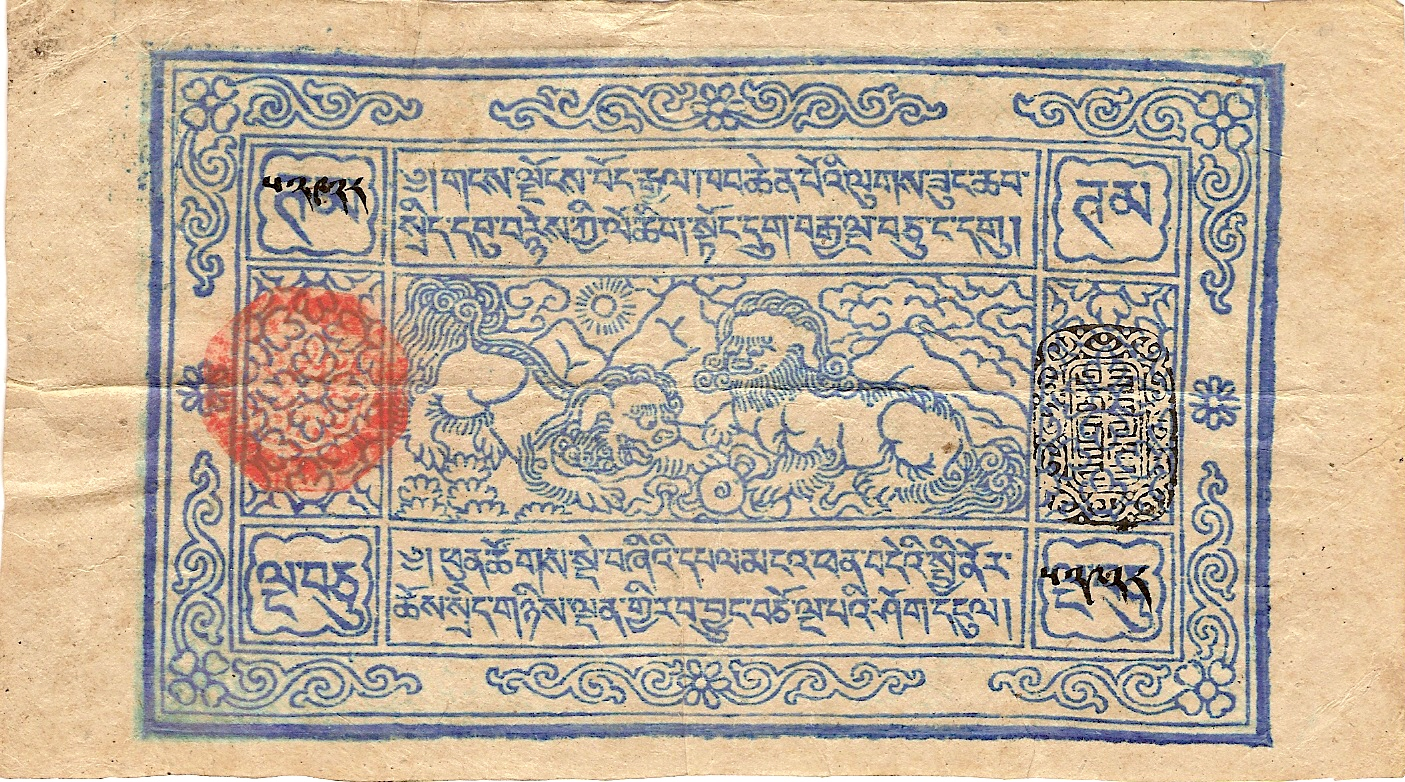
50 Tam Note mit dem Datum 1659 der Tibetischen Ära (= AD 1913). Avers.

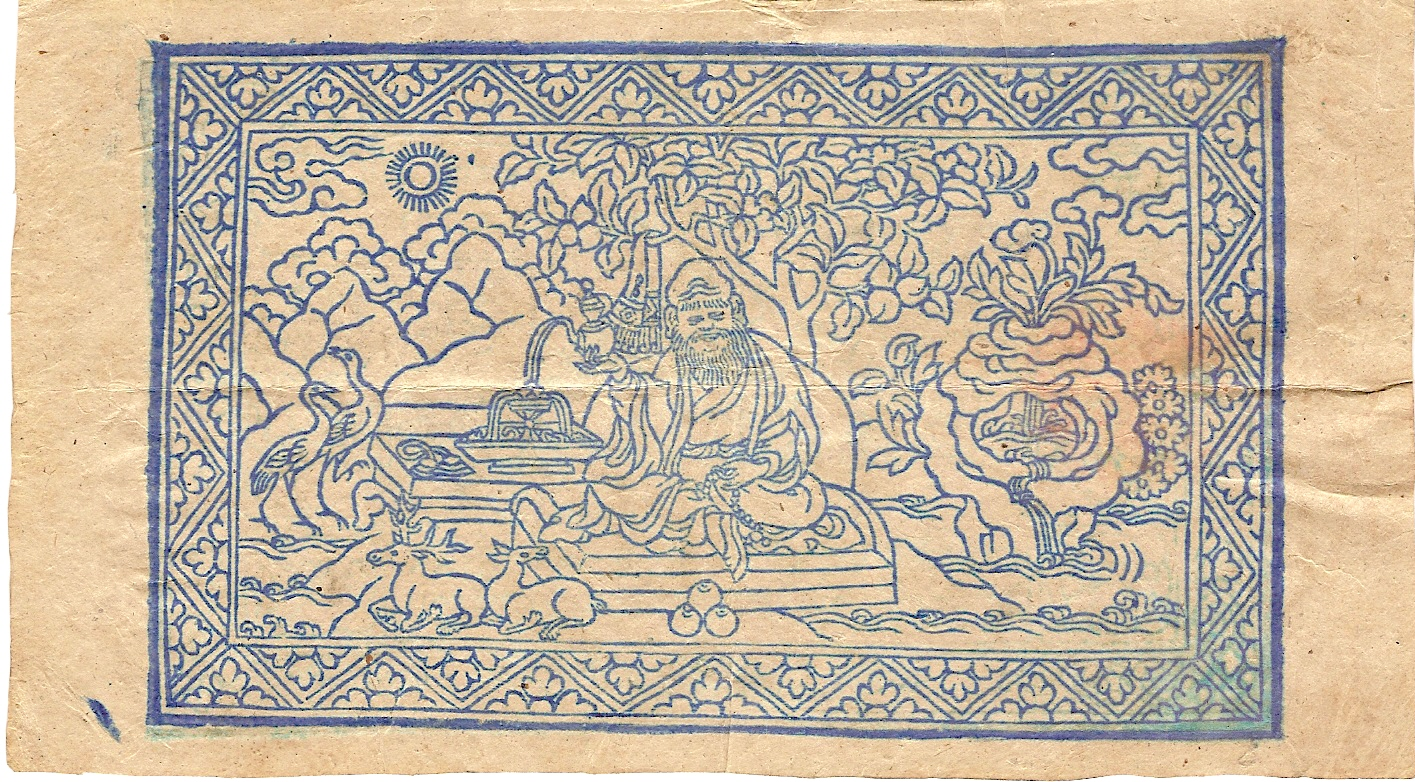
50 Tam Note mit dem Datum 1659 der Tibetischen Ära (= AD 1913). Revers. Die Szene auf der Rückseite heißt im Tibetischen tshe ring drug skor, die sechs (Symbole) des langen Lebens. Diese sind: 1. der alte Weise in der Mitte, 2. Das Kranichpaar links, 3. das Hirschpaar im Vordergrund, 4. Felsen in der Form einer Meeresschnecke rechts 5. Quellwasser bei dem Felsen und 6. der Pfirsichbaum, unter welchem der Weise sitzt.

Auf den Noten finden sich verschiedenen Inschriften, beispielsweise findet sich auf der Vorderseite aller Banknoten der ersten Serie von 5, 10, 15, 25 und 50 Tam, sowie auf den mehrfarbig gedruckten 50-Tam-Noten und auf den 10-Srang-Noten folgender Vierzeiler:

„Gangs ljongs bod rgyal khab chen po’i lugs zung chab

Srid dbu brnyes kyi lo chig stong drug brgya lnga bcu nga brgyad

Phun tshogs sde bzhi’i dpal mnga' phan bde’i spyi nor

Chos srid gnyis ldan gyi rab byung bco lnga ba’i shog dngul.“

Martin Brauen schlägt folgende Übersetzung vor: „Eintausendsechshundertachtundfünfzig Jahre seit Beginn der zweigeteilten rechtmäßigen Herrschaft im mächtigen Schneeland Tibet. Papiergeld im fünfzehnten Rabjung zu Nutz und Frommen der Allgemeinheit und der Herrschaft von den Vier Guten Qualitäten (Gesundheit des Körpers, Hab und Gut, gute Untertanenschaft und Schriftgelehrsamkeit), welche sowohl die geistliche wie auch die weltliche umfasst.“
Dabei ist zu beachten, dass die Jahresangabe selbstverständlich in der zweiten Zeile je nach Ausgabejahr variiert, wobei bei den frühen Noten nur die Jahresangabe 1658 und 1659 vorkommt, bei den mehrfarbigen 50-Tam-Noten die Jahre von 1672 bis 1687 und bei den 10-Srang-Noten 1687 bis 1694 tibetischer Zeitrechnung. In der letzten Zeile variiert die Angabe des Zyklus (rab byung), welcher bei allen frühen Noten der fünfzehnte, bei den ersten auf 1672 datierten mehrfarbigen 50-Tam-Noten ebenfalls der fünfzehnte, und bei den übrigen farbigen 50-Tam-Noten (ab 1673) sowie bei den 10-Srang-Noten jeweils der sechzehnte Zyklus ist.

### 25- und 100-Srang-Noten

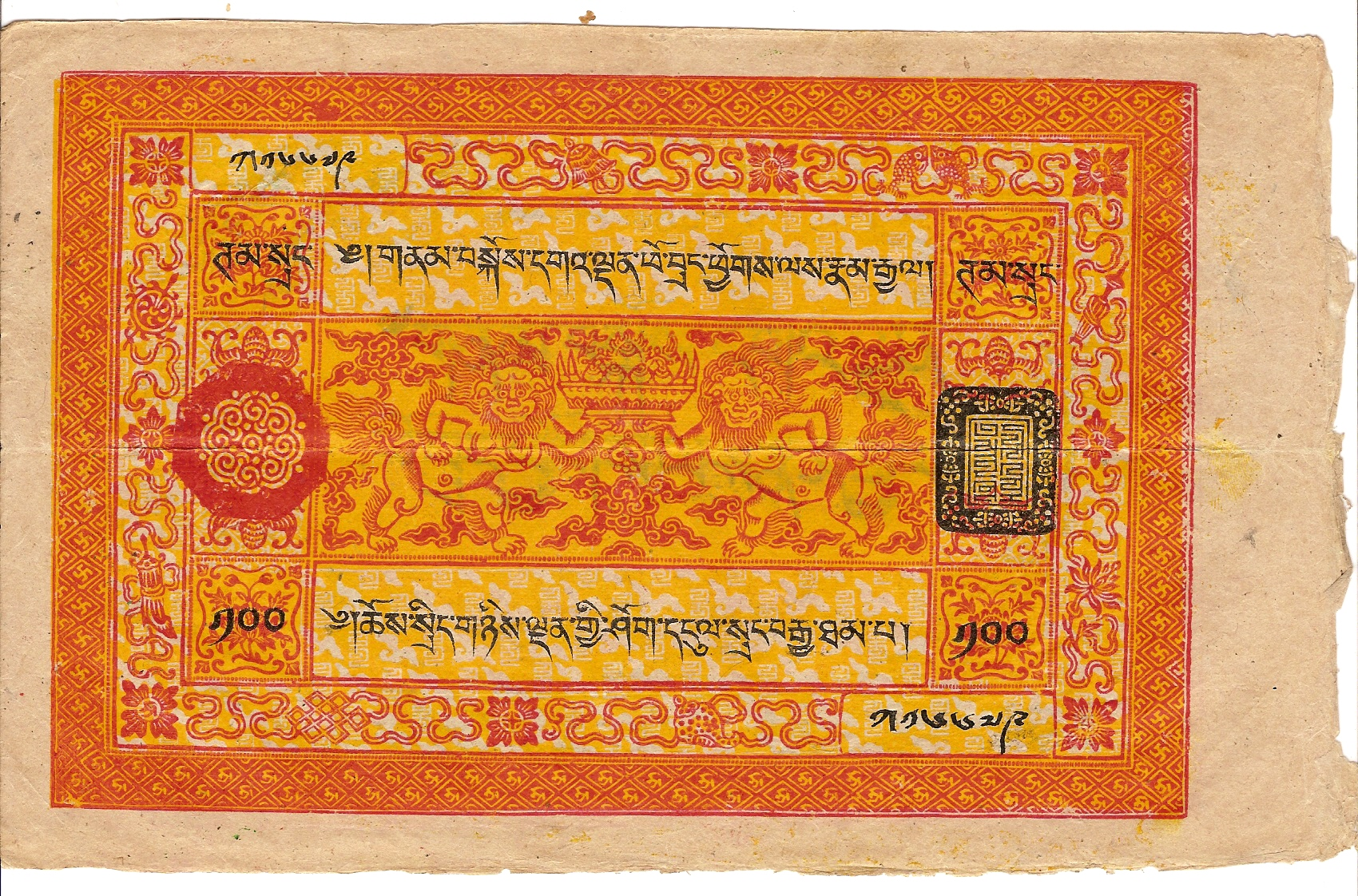
Undatierte 100 Tam Srang Banknote (ca. 1938). Avers.

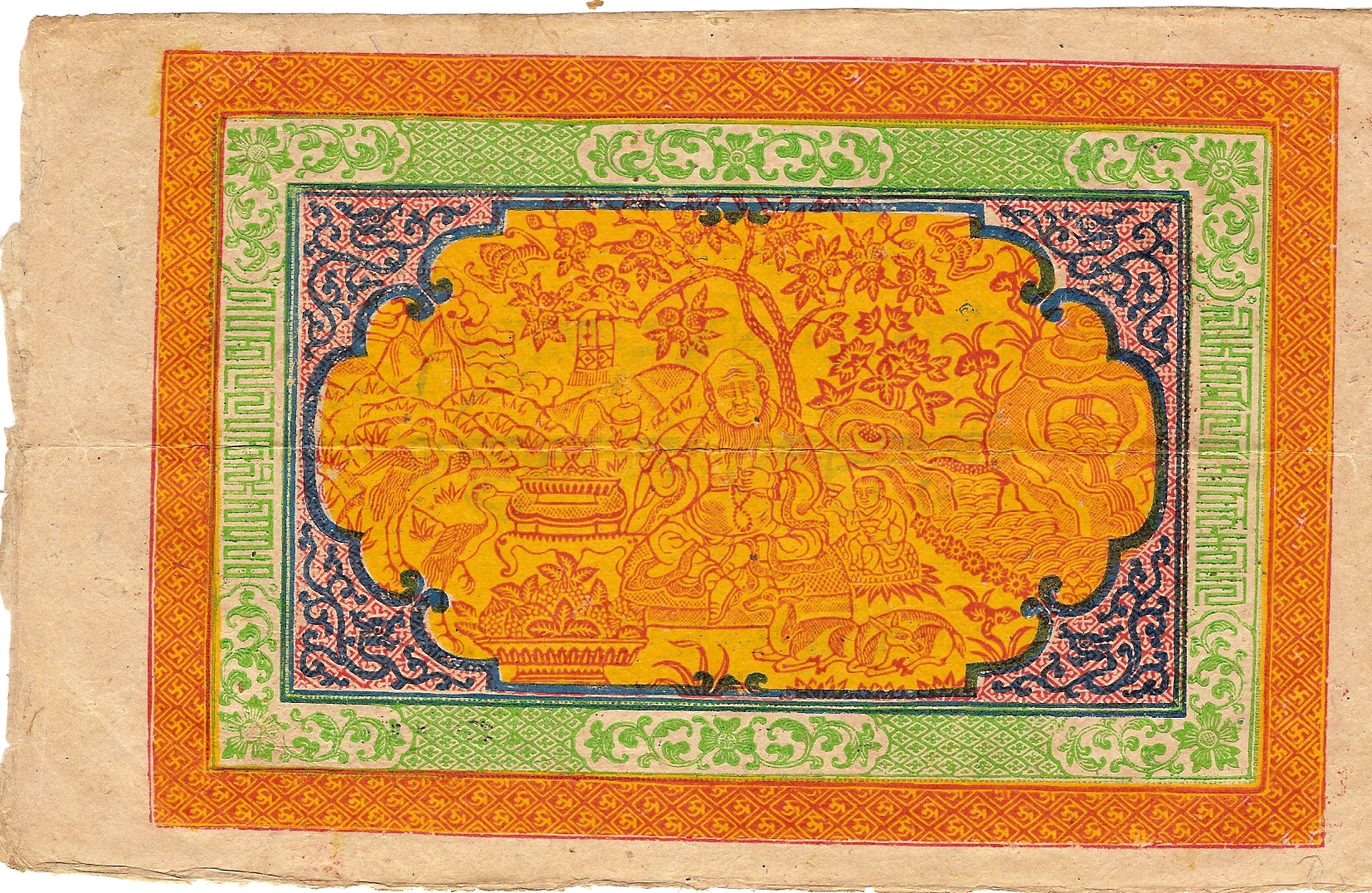
Undatierte 100 Tam Srang Banknote (ca. 1938). Revers. Die Darstellung ähnelt derjenigen auf der Rückseite der blauen 50 Tam Noten (siehe weiter oben), statt eines Pfirsich- ist jedoch ein Granatapfelbaum dargestellt.

Auf den Noten zu 25 und 100 Srang findet sich die Inschrift:

„Gnam bskos dga’ ldan pho brang phyogs las rnam rgyal

Chos srid gnyis ldan gyi shog dngul srang brgya tham pa (beziehungsweise nyi shu rtsa lnga für 25 Srang)“

Die Übersetzung dieses Satzes bedeutet: „Von dem durch den Himmel eingesetzten Ganden Palast, der nach allen Richtungen siegreich ist. Einhundert (Fünfundzwanzig) Papier-Silber-Srang.“ Die erste Zeile dieser Legende kommt auch in abgekürzter Form, ohne die beiden ersten Silben „gnam bskos“, „vom Himmel eingesetzt“, auf allen Münzen Tibets vor. Hiervon ausgenommen diejenigen, die man als sino-tibetische Ausgaben bezeichnet. Der Ganden Palast befindet sich im Kloster Drepung westlich von Lhasa und diente dem dritten, vierten und fünften Dalai Lamas als Residenz, bis letzterer im 17. Jahrhundert in den neu erbauten Potala Palast umzog. Der Ausdruck „Ganden Phodrang“ wird seit der Zeit des fünften Dalai Lama als Umschreibung für die Tibetische Regierung benutzt.

### 5-Srang-Noten

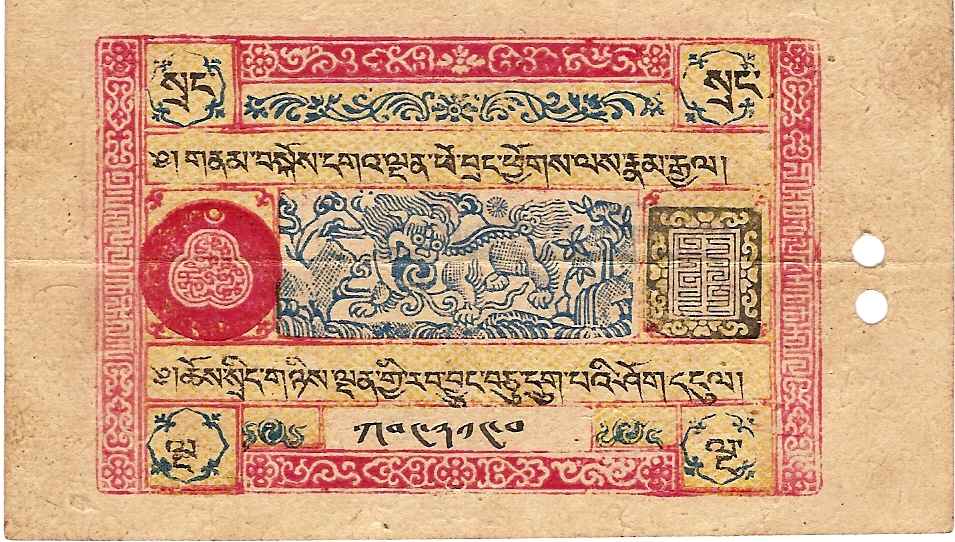
Undatierte 5 Srang Banknote. Avers

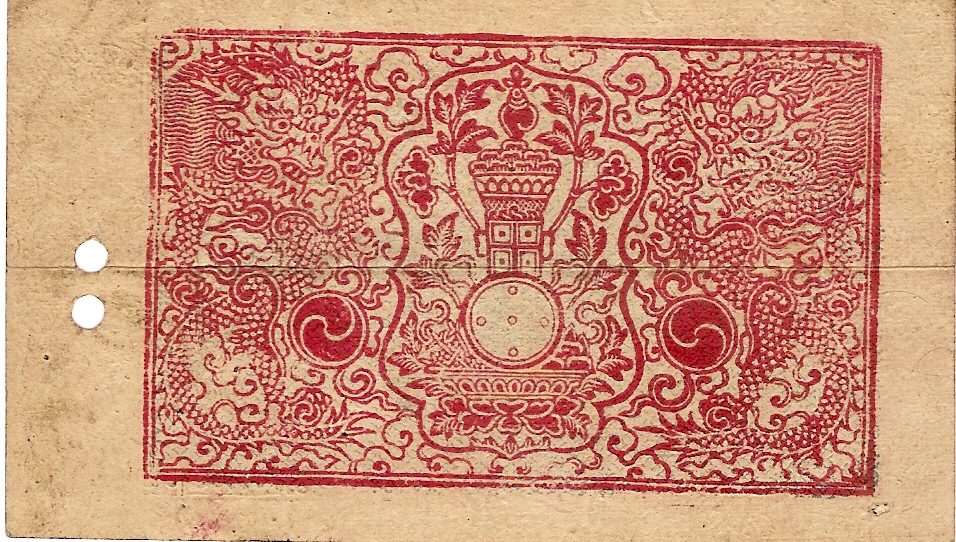
Undatierte 5 Srang Banknote. Revers. Auf der Rückseite der 5 Srang Note flankieren zwei Drachen mit Juwel eine Kartusche. Die Darstellung in der Kartusche heißt im Tibetischen bkra shis rdzas brgyad (acht glückbringende Speisen/Substanzen). Von oben nach unten sieht man eine weiße Meeresschnecke, eine mit Jogurt gefüllte Schale, Purpurpulver in vier kleinen Fächern, einen Spiegel und darunter eine Schale, die mit Darwa Gras (rtsa dur ba), Pfirsichen (shing tog bir ba) und weißen Senfsamen (yungs skar) gefüllt ist. Diese Objekte und Substanzen erinnern an acht Szenen aus dem Leben Buddhas.

Folgende zweizeilige Inschrift befindet sich auf den Noten mit dem Nennwert 5 Srang:

„Gnam bskos dga’ ldan pho brang phyogs las rnam rgyal

Chos srid gnyis ldan gyi rab byung bcu drug pa’i shog dngul“

Die Übersetzung hierfür lautet: „Von dem durch den Himmel eingesetzten Ganden Palast, der nach allen Richtungen siegreich ist. Papiergeld des sechzehnten Zyklus der geistlichen und weltlichen Regierung.“

### Sicherheitslegende
Außer diesen Inschriften auf den Vorderseiten der Noten gibt es noch eine Geheimlegende im Inneren der Banknoten. Tibetische Banknoten bestehen aus zwei aus einheimischen Rohstoffen hergestellten Papierschichten, welche vor dem Druck zusammengeklebt wurden. Bei den frühen Noten klebte man noch ein drittes Stück Papier zwischen die beiden Haupt-Papierlagen. Dieses zusätzliche Papier trug die Geheim- beziehungsweise Sicherheitslegende. Bei späteren Noten der Srang-Serien wurde meistens das dritte Papier eingespart und stattdessen die Geheimlegende auf das Innere der Vorderseite der Noten gedruckt. Die Geheimlegenden, welche eine ähnliche Funktion haben wie Wasserzeichen bei modernen Banknoten, greifen in kürzerer Form den Wortlaut der Inschriften auf, die sich auf den Vorderseiten der Noten befinden.
Folgende zweizeilige Sicherheitslegende ist in allen Banknoten mit Ausnahme der 5 Srang Ausgabe als Sicherheitslegende enthalten. Man kann diese lesen, wenn man eine Noten gegen das Licht hält, wobei die Vorderseite dem Betrachter zugewandt sein muss:

„gnam bskos dga’ ldan

pho brang phyogs las rnam rgyal“

Die Noten zu 5 Srang haben folgende einzeilige Sicherheitslegende, welche nichts weiter als eine stark gekürzte Variante der oben zitierten Inschrift ist:

„dga’ ldan pho brang“

### Senkrechte Inschrift

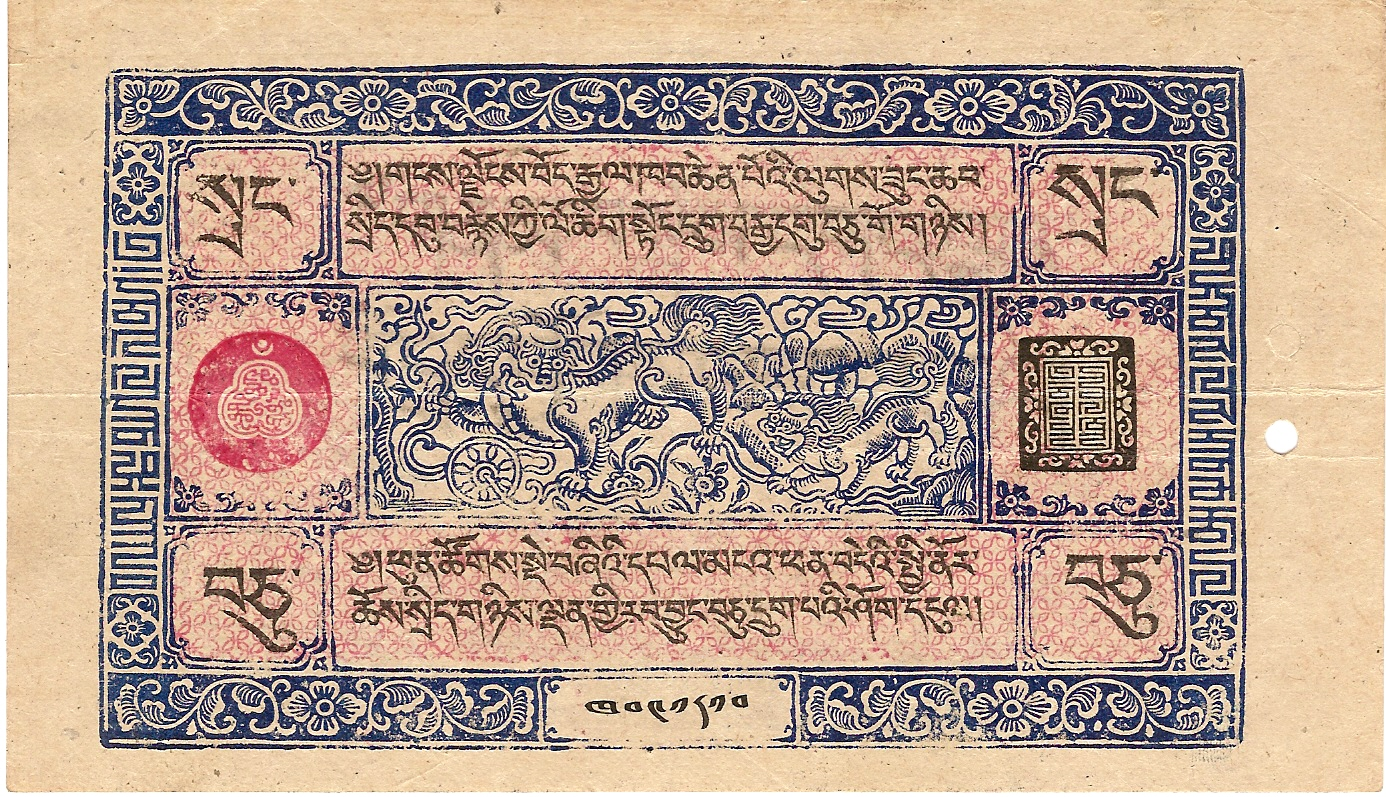
10 srang Banknote mit dem Datum Tibetische Ära 1692 (= AD 1946). Avers.

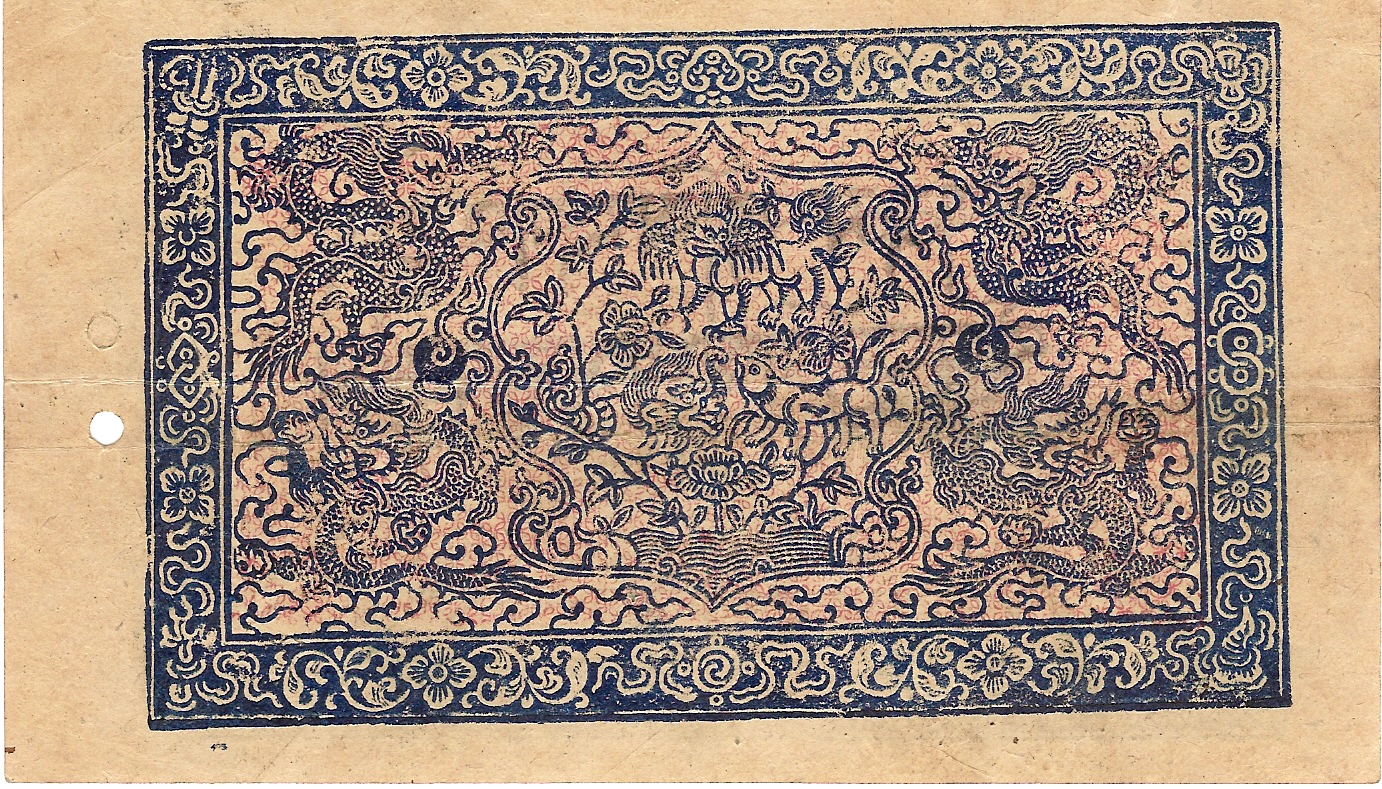
10 srang Banknote mit dem Datum Tibetische Ära 1692 (= AD 1946) Revers. Im Zentrum sieht man die Darstellung von drei mythologischen Tieren: Löwe mit Garudakopf, Muschel mit makara (tib. chu srin) und Otter mit Fischkopf. Diese Szene heißt im Tibetischen mi mthun g.yul rgyal (frei übersetzt: „die drei in Zwietracht lebenden Brüder auf dem Schlachtfeld“).

Schließlich tragen sämtliche Noten, die Srang als Nennwert haben noch eine in zwei Spalten senkrecht gesetzte Inschrift in Quadratschrift, die sich bei den 5-, 10- und 25-Srang-Noten auf der Vorderseite zu beiden Seiten des Rechtecks befindet, welcher das zentrale Motiv einrahmt. Bei den 100-Srang-Noten erscheint diese Legende zu beiden Seiten des Rechteckes, welches das Hauptmotiv auf der Rückseite der Note einrahmt. Diese Legende lautet bei allen erwähnten Noten:

„dga’ ldan/pho brang

phyogs las rnam rgyal“

## Darstellungen auf den Banknoten
Auf der Vorderseite aller Noten ist das Hauptmotiv ein Schneelöwe oder ein Paar dieser mythologischen Tiere, welche emblematisch für Tibet stehen. Die Rückseiten der Noten zieren andere mythologische Tiere oder Motive, die überwiegend mit dem Buddhismus in Zusammenhang stehen oder auf die chinesische Mythologie zurückgehen, beispielsweise das Motiv der sechs Symbole des langen Lebens (Tibetisch: tshe ring drug skor) auf den blauen 50 Tam und den 100 Srang Noten. Die Gestaltung der tibetischen Banknoten bewegt sich auf hohem künstlerischem Niveau und trug dazu bei, dass diese heutzutage zu begehrten Sammelobjekten geworden sind.

## Auflagen und Ausgaben
Ungefähre Auflagenhöhen und Ausgabejahre bzw. Herstellungsjahre der in Tibet zirkulierenden Banknoten:

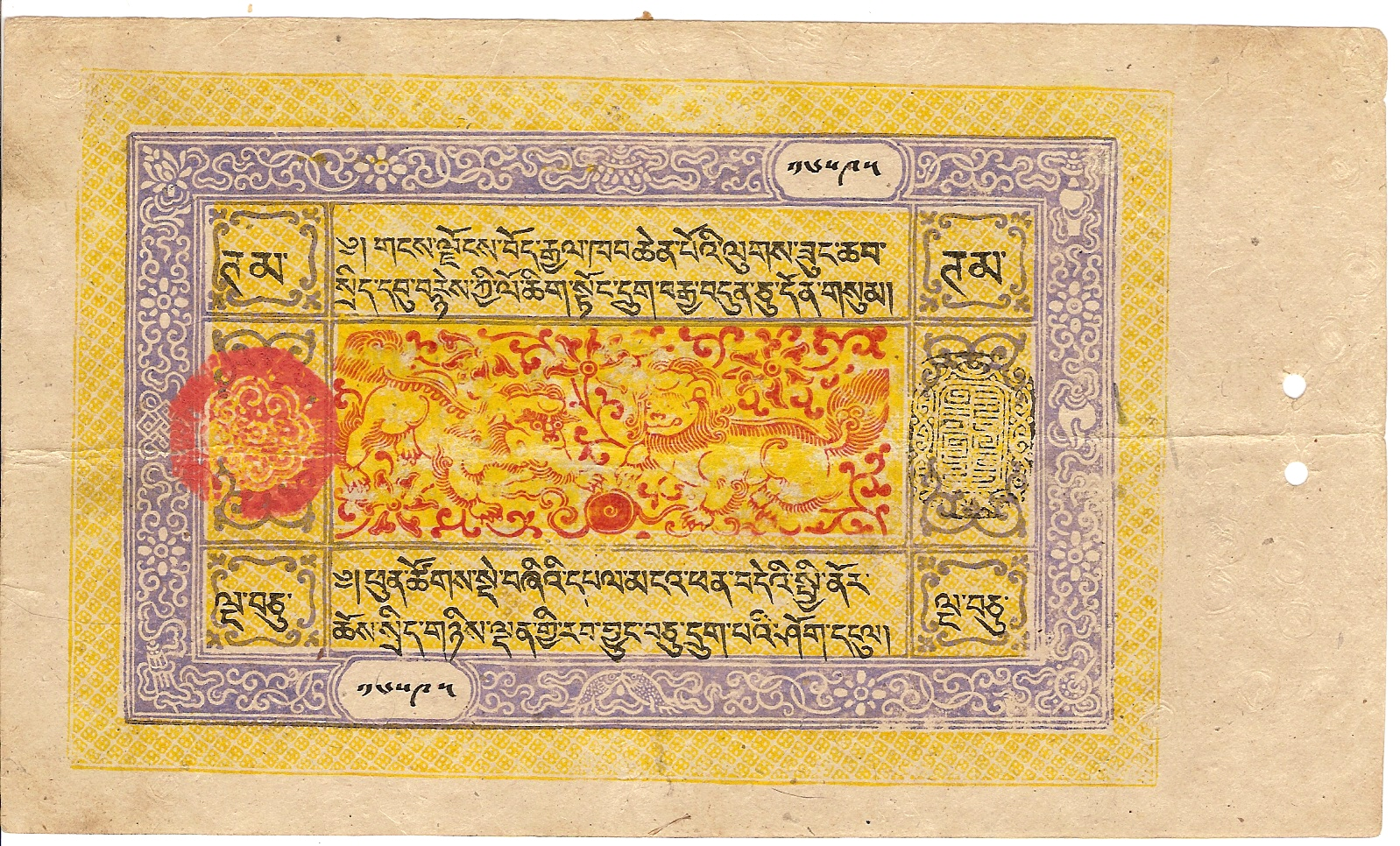
Mehrfarbige 50 Tam Banknote mit dem Datum 1673 der Tibetischen Ära (= AD 1927)

| Nennwert                | Ausgabejahre                    | Auflagenhöhe |
| ----------------------- | ------------------------------- | ------------ |
| 5 Tam                   | 1912/13 bis 1932                | 40.000       |
| 10 Tam                  | 1912/13                         | 5.000        |
| 10 Tam                  | 1913 bis 1932                   | 20.000       |
| 15 Tam                  | 1913 bis 1932                   | 15.000       |
| 25 Tam                  | 1913 bis 1932                   | 70.000       |
| 50 Tam (einfarbig blau) | 1913 bis 1926                   | 70.000       |
| 50 Tam (mehrfarbig)     | 1926 bis 1941                   | 1.200.000    |
| 5 Srang                 | 1941 bis 1946                   | 134.500      |
| 10 Srang                | 1941 bis 1948                   | 723.600      |
| 25 Srang                | 1950 bis 1955                   | 700.000      |
| 100 Tam Srang           | 1937 bis 1939                   | 50.000       |
| 100 Srang               | 1939 bis 1945 und 1951 bis 1959 | 1.280.000    |